# Simaethula mutica
Simaethula mutica is een spinnensoort in de taxonomische indeling van de springspinnen (Salticidae).
Het dier behoort tot het geslacht Simaethula. De wetenschappelijke naam van de soort werd voor het eerst geldig gepubliceerd in 1915 door Szombathy.